# Chung kết UEFA Champions League 2006
Trận chung kết UEFA Champions League 2006 là trận đấu bóng đá giữa hai câu lạc bộ Barcelona của Tây Ban Nha và Arsenal của Anh tại sân vận động Stade de France ở Saint-Denis, Paris, Pháp vào thứ 4, ngày 17 tháng 5 năm 2006. Đây là trận đấu cuối cùng ở mùa giải 2005–06 của UEFA Champions League, giải đấu cúp chính của châu Âu. Barcelona đã có lần thứ 5 góp mặt trong trận chung kết và từng vô địch giải đấu một lần vào năm 1992, trong khi đây là trận chung kết đầu tiên của Arsenal và là trận chung kết đầu tiên của một câu lạc bộ đến từ Luân Đôn.
Mỗi câu lạc bộ đều vượt qua vòng bảng và ba vòng đấu loại trực tiếp để lọt vào trận chung kết, thi đấu tổng cộng 12 trận. Barcelona đã giành chiến thắng ở bảng đấu của họ và tiến vào trận chung kết sau khi lần lượt đánh bại Chelsea, Benfica và Milan. Arsenal cũng giành chiến thắng ở bảng đấu của họ để đi tiếp vào vòng loại trực tiếp và lần lượt vượt qua các đối thủ Real Madrid, Juventus và Villarreal mà không để thủng lưới bàn nào.
79.500 khán giả đến sân chứng kiến Jens Lehmann bị truất quyền thi đấu ngay đầu trận đấu. Dù bị thiếu người, Arsenal đã vươn lên dẫn trước nhờ công của Sol Campbell vào cuối hiệp một. Sau một giờ thi đấu, Henrik Larsson của Barcelona vào sân thay người và tham gia vào cả hai bàn thắng của họ. Barcelona gỡ hòa nhờ công của Samuel Eto'o ở gần cuối hiệp hai, rồi ít phút sau, Juliano Belletti ghi bàn mang về chiến thắng 2-1 cho Barcelona. Đây là chức vô địch thứ hai của Barcelona tại giải đấu này, 14 năm sau khi họ đoạt cúp châu Âu đầu tiên vào năm 1992.

## Đường đến trận chung kết
Hai đội giành quyền tham dự vòng bảng Champions League theo đường trực tiếp hoặc qua ba vòng sơ loại, dựa trên cả vị trí của họ ở giải quốc nội mùa trước và sức nặng của giải đấu ấy. Cả Arsenal và Barcelona đều tham gia thi đấu ở vòng bảng: Arsenal về nhì tại giải bóng đá Ngoại hạng Anh 2004–05 còn Barcelona vô địch La Liga. Vòng bảng diễn ra theo thể thức hai lượt đấu vòng tròn một lượt gồm 4 đội, trong đó hai đội đứng đầu mỗi bảng sẽ giành quyền vào vòng loại trực tiếp. Các trận đấu loại trực tiếp được quyết định dựa trên các trận sân nhà và sân khách, cùng với luật bàn thắng sân khách, hiệp phụ và loạt sút luân lưu nếu cần thiết.
| VT | Đội           | ST | Đ  |
| -- | ------------- | -- | -- |
| 1  | Barcelona     | 6  | 16 |
| 2  | Werder Bremen | 6  | 7  |
| 3  | Udinese       | 6  | 7  |
| 4  | Panathinaikos | 6  | 4  |

| VT | Đội           | ST | Đ  |
| -- | ------------- | -- | -- |
| 1  | Arsenal       | 6  | 16 |
| 2  | Ajax          | 6  | 11 |
| 3  | Thun          | 6  | 4  |
| 4  | Sparta Prague | 6  | 2  |

## Thông tin trước trận

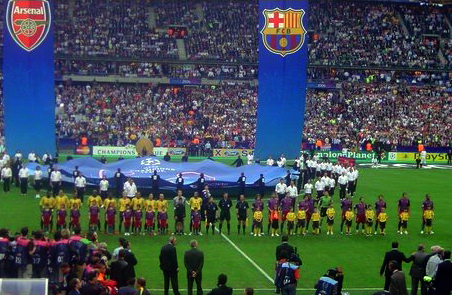
Hai đội xếp hàng trước khi trận đấu bắt đầu.

UEFA đã trao quyền tổ chức trận chung kết cho sân Stade de France ở Saint-Denis sau khi xem xét giá trị sức chứa, cơ sở hạ tầng của sân vận động và những hồ sơ gồm thỏa thuận về thành phố và sân bay cũng như các kế hoạch quảng cáo. UEFA còn đã tiến hành một loạt các chuyến thăm nơi này. Trước đó Stade de France từng tổ chức trận chung kết UEFA Champions League 2000 giữa Real Madrid và Valencia, kết quả Madrid đã thắng 3–0. Saint-Denis được chọn làm nơi tổ chức trận chung kết nhằm kỷ niệm 50 năm trận chung kết Cúp C1 châu Âu đầu tiên vào năm 1956, được tổ chức ở Paris gần sân Parc des Princes, ngày nay là sân nhà của Paris Saint-Germain. Parc des Princes còn tổ chức các trận chung kết Cúp C1 châu Âu 1975 và 1981, các trận chung kết UEFA Cup Winners' Cup 1978 và 1995 và chung kết Cúp UEFA 1998.
Barcelona đã trình chiếu trực tiếp trận đấu từ sân Mini Estadi của đội trên màn hình ti vi rộng 70 mét (230 ft) để phục vụ khán giả ước tính là 15.276 người. Trước trận chung kết, ước tính 1,2 triệu người đã xuống đường ở Barcelona khi cả đội đi tham quan thành phố trên hai chiếc xe buýt hai tầng mui trần để ăn mừng chức vô địch La Liga. Arsenal bước vào trận đấu với kỷ lục giữ sạch lưới dài nhất, với 919 phút kể từ khi để AFC Ajax chọc thủng lưới ở vòng bảng. Arsenal góp mặt trong trận đấu diễn ra 6 năm sau trận chung kết châu Âu cuối cùng của họ, khi Pháo thủ đối đầu Galatasaray trong trận chung kết Cúp UEFA 2000; họ thua trên chấm phạt đền sau khi trận đấu kết thúc không bàn thắng sau hiệp phụ. Trong số những cầu thủ góp mặt trong trận chung kết đó, chỉ có Thierry Henry và Dennis Bergkamp ở lại câu lạc bộ, trong khi Sylvinho (cầu thủ từng đá cho Arsenal ở trận chung kết ấy) giờ đây đã là cầu thủ của Barcelona.

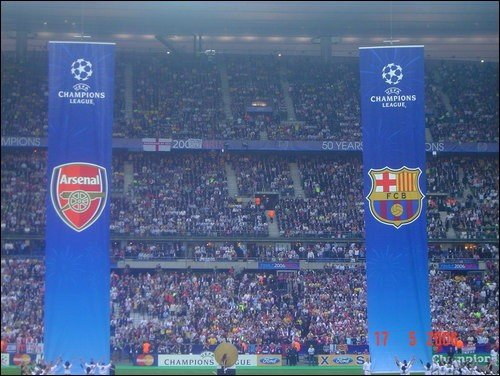
Cờ của hai đội được kéo lên cao trước khi trận đấu bắt đầu.

Đây là lần đầu tiên Arsenal góp mặt ở trận chung kết Cúp C1 châu Âu, cũng biến họ trở thành câu lạc bộ đầu tiên của Luân Đôn làm được điều này. Barcelona góp mặt trong trận chung kết lần thứ 5; lần gần nhất họ đá chung kết là trận thua 4–0 trước Milan vào năm 1994. Đội còn có hai trận thua chung kết nữa trước năm 1994 (1961 và 1986), và lần duy nhất họ vô địch giải đấu là vào năm 1992 khi họ đánh bại Sampdoria. Barcelona tiến vào trận chung kết với tư cách nhà vô địch giải quốc nội, với chức vô địch La Liga trước đó hai tuần. Họ được xem là đội mạnh nhất châu lục vì sở hữu những cầu thủ như Ronaldinho và Samuel Eto'o. Cầu thủ Deco của Barcelona bác bỏ quan điểm cho rằng Barcelona là đội được đánh giá cao hơn, khẳng định rằng họ sẽ không tự mãn: "Năm ngoái Milan đã giành chiến thắng 3–0 trước Liverpool rồi cuối cùng lại thua. Chúng ta cần phải nghiêm túc, bình tĩnh và tập trung cao độ để không mắc bất kỳ sai sót nào".
Chưa đội nào phải nhận trận thua trên đường đến trận chung kết, Arsenal chỉ để thủng lưới hai bàn trong 12 trận trước chung kết, trong đó có kỷ lục 10 trận liên tiếp không để thủng lưới. Mặt khác, Barcelona đã ghi được 114 bàn thắng trên mọi đấu trường trước trận chung kết. Hai đội lọt chung kết đã được đảm bảo một khoản thưởng tài chính bất ngờ từ việc họ tiến đến trận chung kết. Arsenal sẽ nhận được doanh thu khoảng 37,3 triệu euro nếu họ thắng và khoảng 34,7 triệu euro nếu họ thua. Barcelona thì kiếm được 31,5 triệu euro từ doanh thu nếu họ thắng và khoảng 28,9 triệu euro nếu họ thua. Nếu tính tổng khoản thưởng nhờ tham dự trận chung kết, đội vô địch UEFA Champions League sẽ thu về khoảng 6,4 triệu euro, còn đội á quân nhận được khoảng 3,8 triệu euro. Trận chung kết đánh dấu sự xuất hiện của một chiếc cúp mới sau chiến thắng của Liverpool trước Milan một năm trước. Khi Liverpool vô địch giải đấu lần thứ năm, họ có quyền giữ chiếc cúp, tạo ra nhu cầu một chiếc cúp mới.
Barcelona dự kiến sẽ thi đấu bằng đội hình 4–2–3–1, với Ronaldinho, Ludovic Giuly và Deco hỗ trợ cho Samuel Eto'o được bố trí đá tiền đạo cắm. Đội nghi ngại về thể lực của Lionel Messi chuẩn bị cho trận chung kết. Anh bị căng cơ đùi trong trận lượt về của đội với Chelsea và đã không thi đấu kể từ đó, mặc dù anh được đưa vào danh sách 22 cầu thủ tham dự trận chung kết. Huấn luyện viên của Barcelona, Frank Rijkaard tuyên bố rằng ông sẽ trì hoãn trước khi quyết định xem có chọn anh hay không. Dù có tên trong danh sách song Messi không góp mặt trong trận chung kết. Arsenal dự kiến xếp đội hình 4–5–1, với Thierry Henry là tiền đạo duy nhất. Đã có nhiều cuộc thảo luận về việc liệu José Antonio Reyes có thế chỗ Robert Pires ở bên trái hàng tiền vệ hay không. Trước trận đấu đã có thông báo rằng đây sẽ là trận đấu cuối cùng của Pires vì anh đã đồng ý gia nhập Villarreal ở mùa giải tới.
Vào buổi sáng của trận chung kết, có thông tin cho rằng trợ lý trọng tài của trận đấu là Ole Hermann Borgan đã tạo dáng chụp hình trong chiếc áo đấu của Barcelona cho tờ báo Drammens Tidende của Na Uy. Tuy ban đầu vẫn ủng hộ Borgan, cuối cùng UEFA quyết định thay thế anh bằng đồng nghiệp người Na Uy Arild Sundet. Trưởng ban trọng tài Na Uy là Rune Pedersen phát biểu: "Có một luật bất thành văn là các trọng tài không được làm bất cứ điều gì có thể gây nghi ngờ về lập trường không thiên vị của họ".

## Trận đấu

### Lựa chọn đội hình
Barcelona tung đội hình 4–3–3 với Mark van Bommel và Edmílson đá tiền vệ cùng với Deco, phía trước Xavi và Andrés Iniesta. Lionel Messi không có mặt trong đội hình thi đấu, mặc dù đã trở lại sau chấn thương và góp mặt trong đội hình 22 người, trong khi Henrik Larsson là một trong những cầu thủ dự bị trong trận đấu cuối cùng có thể là của anh cho câu lạc bộ. Arsenal tung ra đội hình 4–4–1–1, trong đó Emmanuel Eboué thay thế Lauren bị chấn thương, còn Ashley Cole trở lại ở vị trí hậu vệ trái để đánh dấu lần xuất hiện thứ ba tại giải đấu mùa bóng ấy do chấn thương. Thierry Henry được bố trí đá tiền đạo cắm, với Freddie Ljungberg đá tiền đạo lùi.

### Tóm tắt diễn biến

#### Hiệp một

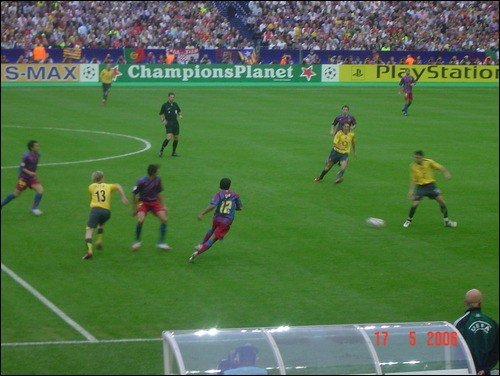
Ảnh hai đội thi đấu ở hiệp một.

Vì trang phục thi đấu ưu tiên của cả hai đội đều có gam màu đỏ, nên Arsenal mặc trang phục sân khách màu vàng, còn Barcelona mặc trang phục thi đấu màu xanh lam và sọc nâu đỏ truyền thống. Arsenal thắng trong trò tung đồng xu và Barcelona giao bóng. Barcelona gần như ngay lập tức chịu áp lực khi Thierry Henry sút thẳng vào thủ môn Víctor Valdés của Barcelona, buộc đội phải chịu một quả phạt góc. Từ quả phạt góc, Arsenal lại có một cơ hội khác do công của Henry, song cú sút của anh lại bị Valdés cản phá. Pha tấn công tiếp theo ở phút thứ 7 làm thủ môn Jens Lehmann của Arsenal cản phá được cú sút từ góc hẹp của Ludovic Giuly. 4 phút sau, Barcelona được hưởng một quả đá phạt trực tiếp cách khung thành 35 thước; Ronaldinho sút bóng chệch khung thành.
Ở phút thứ 18 của trận đấu, Lehmann trở thành người đầu tiên bị đuổi khỏi sân trong một trận chung kết Cúp C1 châu Âu sau khi phạm lỗi với Samuel Eto'o bên ngoài vòng cấm của Arsenal. Sau đó Giuly đã đưa bóng vào lưới, nhưng bàn thắng không được công nhận do phạm lỗi. Arsenal thay thế Robert Pires bằng Manuel Almunia, thủ môn dự bị của đội. Ronaldinho thực hiện quả đá phạt trực tiếp. Sau khi Lehmann bị truất quyền thi đấu, Barcelona gây thêm áp lực lên Arsenal, đến mức Emmanuel Eboué bị cảnh cáo vì một  cú tắc bóng cao chân.
Ở phút thứ 37, Arsenal đã vượt qua bất lợi về quân số để ghi bàn khi Sol Campbell đánh đầu làm tung lưới đối thủ từ quả đá phạt trực tiếp của Thierry Henry sau pha phạm lỗi của Carles Puyol với Emmanuel Eboué. Một số người tin rằng Eboué đã phạm tội ngã vờ. Arsenal tiếp tục dẫn trước trong thời gian còn lại của hiệp đấu. Cơ hội tốt nhất của Barcelona đến từ Eto'o, chủ nhân cú sút trúng cột dọc sau một pha cản phá của Almunia.

#### Hiệp hai
Ở giờ nghỉ giữa hiệp, Barcelona thay Edmílson (bị dính chấn thương trong hiệp một) bằng Andrés Iniesta. Almunia cản phá cú sút của Iniesta ở phút thứ 6 của hiệp đấu.
Sau 61 phút thi đấu, Barcelona đưa Larsson vào sân thay Van Bommel. Ít phút sau, Alexander Hleb nhận đường chuyền của Henry nhưng lại sút chệch khung thành. Arsenal bắt đầu tấn công và cả Henry và Ljungberg đều dứt điểm nhưng bị cản phá; sau đấy Henry có một cơ hội nữa để ghi bàn sau khi nhận đường chọc khe của Hleb, song anh lại sút thẳng vào người Valdés. Sau pha tấn công này, Oleguer bị thay thế bởi Juliano Belletti, còn Arsenal thay thế Cesc Fàbregas bằng Mathieu Flamini.
Kế đến Iniesta thực hiện một đường chuyền từ cánh vào thẳng trung lộ để Larsson có pha đỡ bóng một chạm bằng chân phải, nhanh chóng cho Eto'o thoát xuống gỡ hòa cho Barcelona. 4 phút sau, Larsson lại là người kiến tạo, thực hiện đường chuyền cho Belletti ở bên trái trung lộ, trước khi hậu vệ cánh người Brazil sút bằng chân phải qua háng của Almunia để ghi bàn ở góc gần.
Ở những phút còn lại, Arsenal thay Hleb bằng Reyes nhằm tìm bàn gỡ hòa, song Barcelona có cơ hội tốt nhất trong khoảng thời gian này, với tình huống Giuly tung cú sút thẳng vào Almunia. Sau đó, Larsson truy cản thủ môn Arsenal và bị cảnh cáo. Ngay sau đó trận đấu kết thúc với chiến thắng chung cuộc 2-1 cho Barcelona. Với trận thua này, Arsenal trở thành câu lạc bộ Anh đầu tiên và thứ ba của châu Âu - sau Hamburger SV và Fiorentina - giành vị trí á quân ở cả ba giải đấu lớn ở châu Âu (Cúp C1 châu Âu/UEFA Champions League, Cúp UEFA/UEFA Europa League, và Cúp Winners' Cup hiện đã ngừng tổ chức).

### Chi tiết
| Barcelona                | 2–1      | Arsenal      |
| ------------------------ | -------- | ------------ |
| Eto'o 76' · Belletti 80' | Chi tiết | Campbell 37' |

| Barcelona | Arsenal |

|                  |    |                          |       |     |
|                  |    |                          |       |     |
| TM               | 1  | Víctor Valdés            |       |     |
| HV               | 23 | Oleguer                  | 69'   | 71' |
| HV               | 4  | Rafael Márquez           |       |     |
| HV               | 5  | Carles Puyol (đt)        |       |     |
| HV               | 12 | Giovanni van Bronckhorst |       |     |
| TV               | 15 | Edmílson                 |       | 46' |
| TV               | 20 | Deco                     |       |     |
| TV               | 17 | Mark van Bommel          |       | 61' |
| TĐ               | 8  | Ludovic Giuly            |       |     |
| TĐ               | 10 | Ronaldinho               |       |     |
| TĐ               | 9  | Samuel Eto'o             |       |     |
| Dự bị:           |    |                          |       |     |
| TM               | 25 | Albert Jorquera          |       |     |
| HV               | 2  | Juliano Belletti         |       | 71' |
| HV               | 16 | Sylvinho                 |       |     |
| TV               | 3  | Thiago Motta             |       |     |
| TV               | 6  | Xavi                     |       |     |
| TV               | 24 | Andrés Iniesta           |       | 46' |
| TĐ               | 7  | Henrik Larsson           | 90+3' | 61' |
| Huấn luyện viên: |    |                          |       |     |
| Frank Rijkaard   |    |                          |       |     |

| TM               | 1  | Jens Lehmann       | 18' |     |
| HV               | 27 | Emmanuel Eboué     | 22' |     |
| HV               | 28 | Kolo Touré         |     |     |
| HV               | 23 | Sol Campbell       |     |     |
| HV               | 3  | Ashley Cole        |     |     |
| TV               | 7  | Robert Pirès       |     | 18' |
| TV               | 19 | Gilberto Silva     |     |     |
| TV               | 15 | Cesc Fàbregas      |     | 74' |
| TV               | 13 | Alexander Hleb     |     | 85' |
| TĐ               | 8  | Freddie Ljungberg  |     |     |
| TĐ               | 14 | Thierry Henry (đt) | 51' |     |
| Dự bị:           |    |                    |     |     |
| TM               | 24 | Manuel Almunia     |     | 18' |
| HV               | 20 | Philippe Senderos  |     |     |
| HV               | 22 | Gaël Clichy        |     |     |
| TV               | 16 | Mathieu Flamini    |     | 74' |
| TĐ               | 9  | José Antonio Reyes |     | 85' |
| TĐ               | 10 | Dennis Bergkamp    |     |     |
| TĐ               | 11 | Robin van Persie   |     |     |
| Huấn luyện viên: |    |                    |     |     |
| Arsène Wenger    |    |                    |     |     |

| Cầu thủ hay nhất trận: Samuel Eto'o (Barcelona) Trợ lý trọng tài: Steinar Holvik (Na Uy) Arild Sundet (Na Uy) Trọng tài thứ tư: Tom Henning Øvrebø (Na Uy) |

### Thống kê
| Thống kê       | Barcelona | Arsenal |
| -------------- | --------- | ------- |
| Số bàn thắng   | 0         | 1       |
| Tổng số cú sút | 8         | 4       |
| Sút trúng đích | 3         | 3       |
| Kiểm soát bóng | 59%       | 41%     |
| Phạt góc       | 1         | 1       |
| Pha phạm lỗi   | 10        | 7       |
| Việt vị        | 0         | 0       |
| Thẻ vàng       | 0         | 1       |
| Thẻ đỏ         | 0         | 1       |

| Thống kê       | Barcelona | Arsenal |
| -------------- | --------- | ------- |
| Số bàn thắng   | 2         | 0       |
| Tổng số cú sút | 12        | 4       |
| Sút trúng đích | 6         | 2       |
| Kiểm soát bóng | 69%       | 31%     |
| Phạt góc       | 2         | 3       |
| Pha phạm lỗi   | 10        | 9       |
| Việt vị        | 1         | 1       |
| Thẻ vàng       | 2         | 1       |
| Thẻ đỏ         | 0         | 0       |

| Thống kê       | Barcelona | Arsenal |
| -------------- | --------- | ------- |
| Số bàn thắng   | 2         | 1       |
| Tổng số cú sút | 20        | 8       |
| Sút trúng đích | 9         | 5       |
| Kiểm soát bóng | 64%       | 36%     |
| Phạt góc       | 3         | 4       |
| Pha phạm lỗi   | 20        | 16      |
| Việt vị        | 1         | 1       |
| Thẻ vàng       | 2         | 2       |
| Thẻ đỏ         | 0         | 1       |

## Dư âm

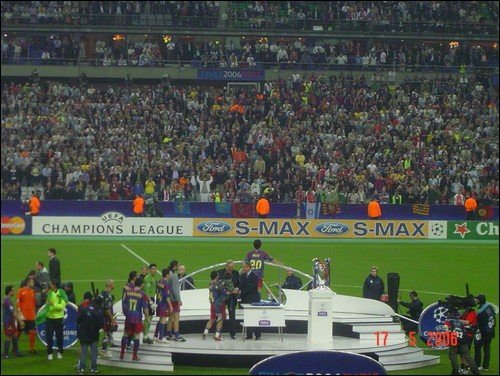
Các cầu thủ Barcelona nhận huy chương vô địch.

Đội trưởng Carles Puyol của Barcelona đã nhận chiếc cúp từ chủ tịch UEFA Lennart Johansson khi Barcelona ăn mừng chức vô địch cúp châu Âu lần thứ hai của họ. Nhờ chức vô địch UEFA Champions League, Barcelona sẽ đối đầu với Sevilla (đội vô địch Cúp UEFA) trong trận Siêu cúp châu Âu. Trận đấu tiếp theo diễn ra vào ngày 25 tháng 8 năm 2006, Sevilla thắng chung cuộc 3–0. Chiến thắng của Barcelona giúp họ giành quyền tham dự giải vô địch thế giới các câu lạc bộ. Nhờ đặc cách không cần đá vòng đầu tiên, họ đánh bại Club América 4–0 trong trận bán kết để tiến vào trận chung kết, nơi họ chạm trán với Internacional (nhà vô địch Copa Libertadores) rồi để thua chung cuộc 1–0.
Phần lớn bàn luận sau trận đấu xoay quanh quyết định đuổi Lehmann của trọng tài Terje Hauge. Chuyên gia bóng đá Mark Lawrenson phát biểu: "Trận đấu đã thay đổi khi thủ môn Jens Lehmann của Arsenal bị đuổi khỏi sân". Huấn luyện viên Arsène Wenger của Arsenal nhất trí: "Khi Jens Lehmann bị đuổi khỏi sân, làm cho chúng tôi có 70 phút để thi đấu 10 chọi 11, trước một đội cầm bóng rất tốt". Ông từ chối công khai chỉ trích quyết định này, mặc dù ông có phê phán quyết định công nhận bàn thắng đầu tiên của Barcelona, vì ông thấy rằng Samuel Eto'o đã việt vị. Wenger cũng quả quyết rằng đội bóng trẻ của ông sẽ phục hồi sau thất bại. Một nhân vật lên tiếng chỉ trích trọng tài là Thierry Henry: "Tôi bị đá khắp nơi. Tôi đã mong đợi trọng tài làm công việc của mình. Mà tôi không nghĩ ông ta đã làm thế". Đã có nhiều bàn tán sau trận đấu về việc liệu Henry sẽ ở lại Arsenal hay chuyển đến Barcelona, đội bóng mà anh được liên hệ chuyển đến trong những tháng qua. Sau trận đấu, Arsène Wenger được hỏi liệu Henry có ra đi hay không, thì huấn luyện viên của Arsenal trả lời: "Tôi không biết. Tôi không nghĩ vậy". Tuy nhiên, vào ngày 19 tháng 5, Henry đã ký hợp đồng mới có thời hạn 4 năm với Arsenal, chấm dứt đồn đoán về khả năng chuyển đến Barcelona.
Sau trận đấu, Thierry Henry bày tỏ sự tri ân đóng góp của Larsson trong chiến thắng của Barcelona: "Mọi người luôn nói về Ronaldinho, Eto'o, Giuly và mọi thứ, nhưng hôm nay tôi không gặp họ, tôi gặp Henrik Larsson. Anh ấy vào sân, anh đã thay đổi trận đấu, qua đó kết liễu trận đấu. Đôi khi bạn nói về Ronaldinho, Eto'o và những người như thế; bạn cần nói về cầu thủ bóng đá thực sự tạo ra sự khác biệt, và đó chính là Henrik Larsson tối nay." Henry còn nhận xét: "Bạn phải nhớ rằng Barcelona là một tập thể. Không phải Eto'o, không phải Ronaldinho. Vào hôm thứ Tư, người tạo ra sự khác biệt là Henrik Larsson. Bạn phải công nhận điều đó ở anh ấy bởi vì khi anh vào sân, anh đã thực hiện một số pha chạy chỗ đáng kinh ngạc xung quanh vòng cấm và cho thấy mình là một cầu thủ của đội. Bạn đã thấy hai lần anh ta chuyền bóng lại cho đồng đội và đó là điều tôi luôn nói về, anh ấy là một cầu thủ đồng đội. Anh ấy đã làm thế  với chúng tôi, mặc dù bàn thắng đầu tiên là một quyết định gần như việt vị." Việc bổ sung Larsson giúp Barcelona có được lợi thế cần thiết để vượt qua Arsenal đã được báo chí quốc tế chú ý.
Henrik Larsson (chủ nhân hai kiến tạo dẫn đến bàn thắng) rất vui mừng với chiến thắng và không hề hối tiếc về quyết định rời Barcelona sau trận đấu: "Tôi muốn chơi bóng. Tôi thấy mình chưa được thi đấu nhiều như mong muốn vì những cầu thủ tuyệt vời mà chúng tôi có ở Barcelona". Cầu thủ đồng đội ở Barcelona, Giovanni van Bronckhorst xúc động khi giành chiến thắng trước câu lạc bộ cũ của mình: "Thật đặc biệt khi giành chiến thắng trong trận chung kết, và càng đặc biệt hơn khi làm được điều đó trước đội bóng cũ của bạn". Samuel Eto'o (chủ nhân bàn thắng đầu tiên cho Barcelona) cho rằng cuộc lội ngược dòng của Liverpool trước Milan là nguồn cảm hứng cho chiến thắng của Barcelona: "Sau khi chứng kiến những gì Liverpool đã làm năm ngoái, chúng tôi tự nhủ rằng không được đầu hàng. Chúng tôi đã noi gương Liverpool". Huấn luyện viên Frank Rijkaard của Barcelona thì khen ngợi vai trò của thủ môn Victor Valdés trong chiến thắng của họ, cho rằng anh đã thực hiện một số pha cứu thua quan trọng để giúp họ đá tiếp: "Valdes đóng vai trò quyết định. Anh ấy đã cứu chúng tôi ở những thời khắc quan trọng".